# Otokar Fischer

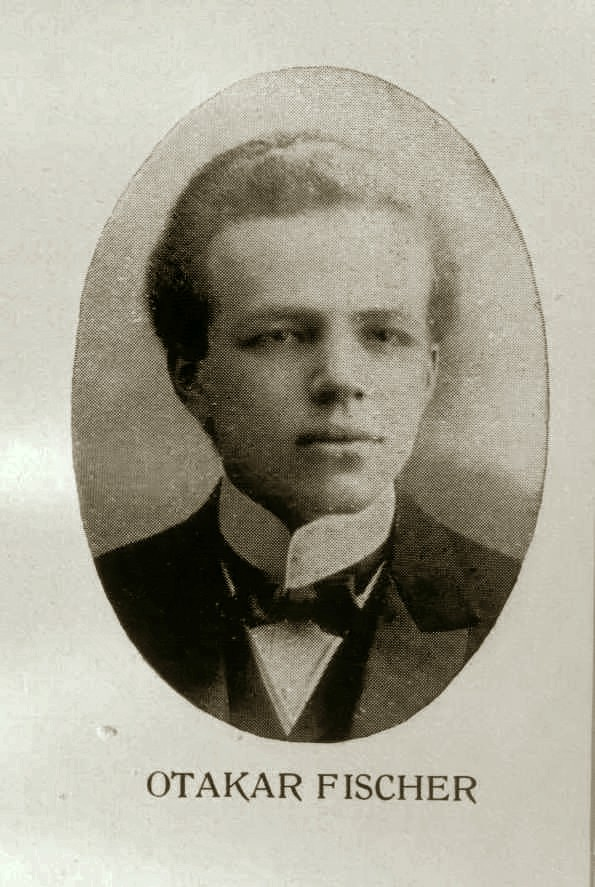
Porträt des Otokar Fischer

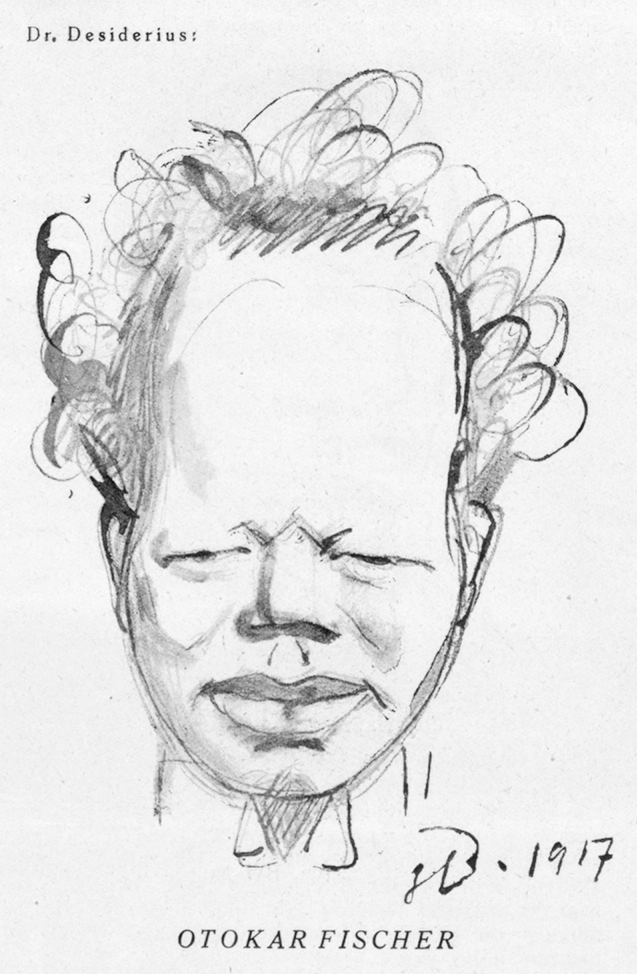
Otokar Fischer,
Karikatur von Hugo Boettinger (1917)

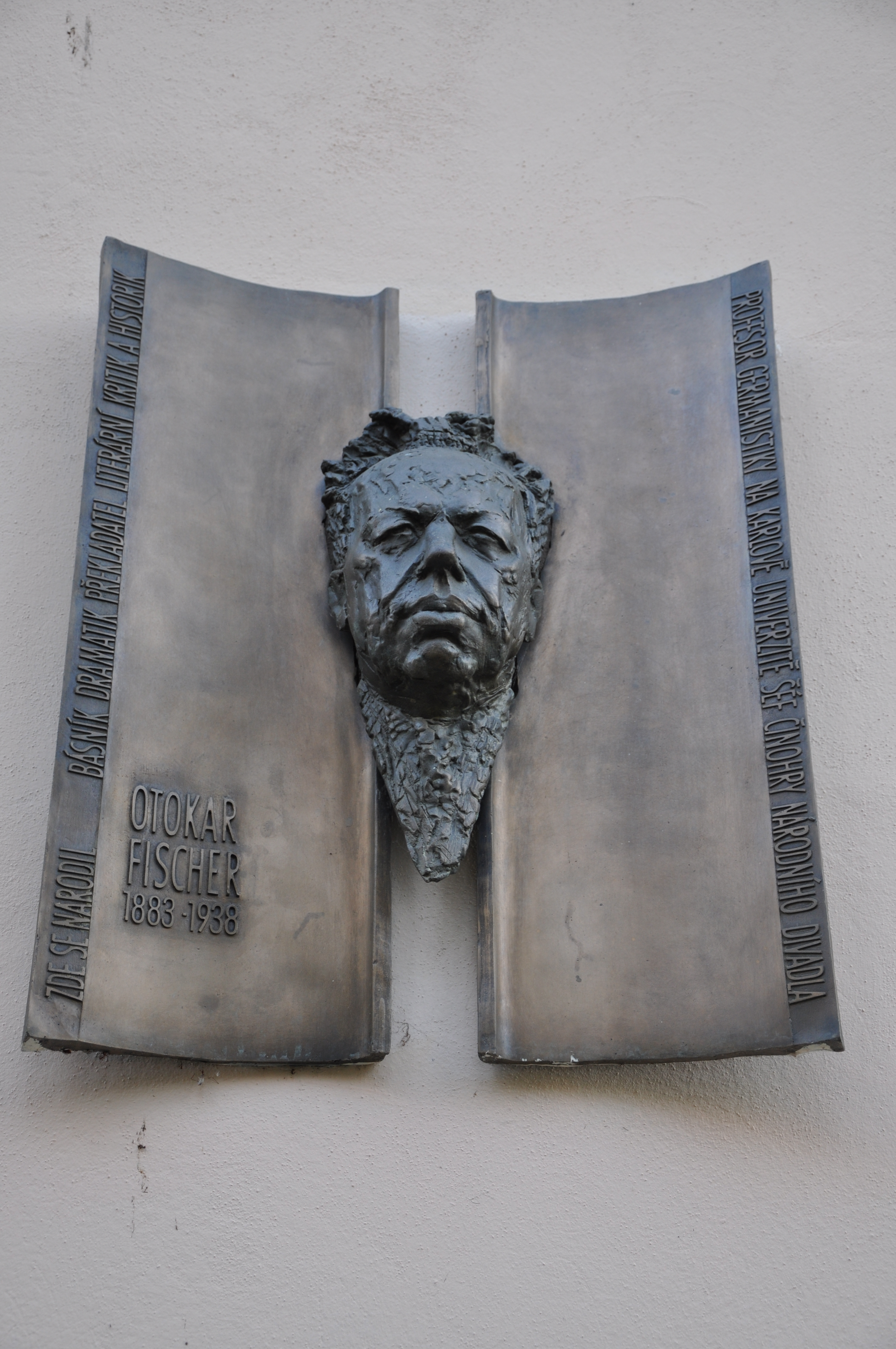
Denkmal für Otokar Fischer

Otokar Fischer (* 20. Mai 1883 in Kolín, Österreich-Ungarn; † 12. März 1938 in Prag; Pseudonyme: Otakar Skála, Ben Amort, Bratr Morf, Norbert Krenn, O. Frey, Pavel Horák) war ein tschechischer Übersetzer, Literaturwissenschaftler, Schriftsteller und Dramaturg jüdischer Herkunft.
Fischer gehörte zur pragmatischen Generation des Jahres 1914. Er studierte Germanistik, Romanistik und Komparatistik in Prag und Berlin, war Dozent an der Karls-Universität, an der er 1933 auch zum Dekan berufen wurde und war Dramaturg am Prager Nationaltheater (Národní divadlo) und später Direktor des Schauspielhauses. Mit seiner dritten Frau, der Malerin Vlasta Vostřebalová-Fischerová (1898–1963), geborene Boskowitz, hatte er den Sohn Jan Otakar Fischer (1923–1992).

## Leben
Der aus einer jüdischen Familie stammende Otokar Fischer war der Sohn eines deutsch-tschechischen Fabrikanten und Bruder des Philosophen und Widerstandskämpfers Josef Fischer. 1895 zog die Familie nach Prag, wo sich der Vater eine finanziell bessere Zukunft erhoffte. In Prag besuchte Fischer das Realgymnasium in Königliche Weinberge (heute: Vinohrady), wo er im Jahr 1901 maturierte. Nach der Matura besuchte Fischer, der zweisprachig aufgewachsen war, sowohl Vorlesungen an der tschechischen als auch Vorlesungen an der deutschen Universität Prags. Zu Fischers Professoren zählten unter anderem Tomáš Garrigue Masaryk an der tschechischen und August Sauer an der deutschen Universität. Zwischen 1903 und 1904 studierte Fischer ein Jahr in Berlin und promovierte 1905 in Prag mit seiner Arbeit zu H. W. v. Gerstenbergs Rezensionen in der Hamburgischen Neuen Zeitung 1767–1771.
Nach seiner Promotion begann Fischer, als Praktikant in der Prager Universitätsbibliothek (heute: Nationalbibliothek der Tschechischen Republik) zu arbeiten und wurde schließlich zum Assistenten des Direktors befördert. Parallel dazu lehrte Fischer als Privatdozent an der Karls-Universität, wo er sich 1909 im Fach Geschichte der deutschen Literatur mit Die Träume des Grünen Heinrich habilitierte und 1917 zum außerordentlichen Professor ernannt wurde.
Zwischen 1911 und 1912 war Fischer kurzzeitig Dramaturg am Národní divadlo, sah sich aber nach öffentlichen Protesten gegen seinen Spielplan zum Rücktritt gezwungen. Für Kritik sorgte vor allem, dass Fischer ein Stück von Friedrich Hebbel aufführen wollte, der zuvor ein antitschechisches Gedicht verfasst hatte und darum bei der tschechischen Bevölkerung in Ungnade gefallen war.
Nach dem Ersten Weltkrieg wurde Fischer im Jahr 1919 an die Prager Karls-Universität berufen und war zwischen 1926 und 1927 auch als Gastprofessor in Gent tätig. Bei seiner Rückkehr nach Prag wurde Fischer 1927 zum Professor für deutsche Literaturgeschichte und fünf Jahre später zum Dekan der philosophischen Fakultät ernannt. Schon früh trat Fischer, der anfänglich eine ablehnende Haltung gegenüber dem Judentum hatte, als entschiedener Gegner des Nationalsozialismus auf und mehreren Hilfsvereinen bei. Neben einigen Vereinen zur Unterstützung deutscher und österreichischer Exilanten war Fischer auch Mitglied des Komitees Výbor pro pomoc demokratickému Španělsku, das die Republikaner im Spanischen Bürgerkrieg unterstützte.
Ab Herbst 1935 wirkte Fischer erneut als Dramaturg am Národní divadlo und weitete in dieser Zeit seinen Forschungsschwerpunkt auf die tschechische Literatur des 19. und 20. Jahrhunderts aus.
Fischer starb bereits am 12. März 1938 an Herzversagen, nachdem er über den Anschluss Österreichs erfuhr.

## Werke
siehe auch Liste tschechischer Schriftsteller
Fischer widmete sich Monografien über deutsche Schriftsteller (Heine, Kleist und Nietzsche) und verfasste literaturwissenschaftliche Studien zu Hebbel, Kraus, Strindberg, Wedekind, Březina, Čelakovský, Šalda und Vrchlický. Daneben schrieb er Gedichte, von denen die bekanntesten die Sammlungen Stimmen (Hlasy, Erstveröffentlichung 1923) und Ringe (Kruhy, Erstveröffentlichung 1921) sind. Über die Schwierigkeiten der Juden schrieb er in seinem 1916 erschienenen Buch Erleuchtete Fenster (Ozářená okna).
Fischers Interesse für die Literatur hatte einen psychologischen Hintergrund, was sich auch in seinen theoretischen Werken zeigte. Kulturpolitische Essays, Rezensionen und Übersetzungen veröffentlichte er in den Zeitschriften Národní listy (Nationalzeitung), Právo lidu (Volksrecht), Scéna, Prager Presse und Lidové noviny. Für diese Zeitschriften verfasste er auch zahlreiche Theaterkritiken, sein Interesse für Drama kommt auch in  seiner Veröffentlichung K dramatu: problémy a výhledy von 1919 zum Ausdruck. Daneben war er als Theaterreferent der Volkszeitung tätig. Seine Essays veröffentlichte er im Buch Seele und Wort (Duše a slovo, Erstveröffentlichung 1929) sowie Wort und Welt (Slovo a svět, Erstveröffentlichung 1937).
Weniger bekannt sind seine dramatischen Werke Die Przemysliden (Přemyslovci, Erstveröffentlichung 1918) oder Sklaven (Otroci, Erstveröffentlichung 1925). Einen Namen machte er sich als Übersetzer von Goethes Faust, Werken von William Shakespeare, Rudyard Kipling, Molière, François Villon, Heinrich Heine und anderer.